# Championnats d'Europe de trampoline 1997
Navigation
Édition précédente Édition suivante
Les 15e Championnats d'Europe de trampoline, tumbling et double mini-trampoline ont lieu à Eindhoven aux Pays-Bas le 25 octobre 1997. 

## Résultats
| Épreuves                                   | Or                                           | Argent                                           | Bronze                                                                 |
| ------------------------------------------ | -------------------------------------------- | ------------------------------------------------ | ---------------------------------------------------------------------- |
| Hommes                                     |                                              |                                                  |                                                                        |
| Trampoline par équipe résultats détaillés  | Russie                                       | Pays-Bas                                         | France David Martin Guillaume Bourgeon Sébastien Laïfa Emmanuel Durand |
| Tumbling par équipe résultats détaillés    | Russie                                       | ?                                                | ?                                                                      |
| Double Mini par équipe résultats détaillés | Bulgarie                                     | Portugal                                         | Espagne                                                                |
| Synchro résultats détaillés                | Emmanuel Durand (FRA) David Martin (FRA)     | Lennart Villafuerte (NED) Alan Villafuerte (NED) | Martin Von Stedingk (SWE) Nisse Melkerud (SWE)                         |
| Double Mini résultats détaillés            | Radostin Rachev (BUL)                        | Hugo Paulo (POR)                                 | Jörg Gehrke (GER)                                                      |
| Tumbling résultats détaillés               | Oleg Akinichin (RUS)                         | ?                                                | ?                                                                      |
| Individuel résultats détaillés             | David Martin (FRA)                           | Ruslan Kazhperko (BLR)                           | Alexander Rusakov (RUS)                                                |
| Femmes                                     |                                              |                                                  |                                                                        |
| Trampoline par équipe résultats détaillés  | Russie                                       | Biélorussie                                      | Ukraine                                                                |
| Synchro résultats détaillés                | Anna Dogonadze (GEO) Rusudan Khoperiya (GEO) | Kirsten Lawton (GBR) Claire Wright (GBR)         | Galina Lebedeva (BLR) Natalia Karpenkova (BLR)                         |
| Double Mini résultats détaillés            | Marina Murinova (RUS)                        | Maria Oliveira (POR)                             | Marta Ferreira (POR)                                                   |
| Tumbling résultats détaillés               | Chrystel Robert (FRA)                        | ?                                                | ?                                                                      |
| Individuel résultats détaillés             | Galina Lebedeva (BLR)                        | Tatiana Kovaleva (RUS)                           | Oksana Tsyguleva (UKR) Kirsten Lawton (GBR)                            |

## Résultats détaillés

### Hommes

#### Trampoline individuel
| Place | Trampoliniste             | Notes     | Notes      | Total      | Total |
| Place | Trampoliniste             | Exécution | Difficulté |            |       |
| ----- | ------------------------- | --------- | ---------- | ---------- | ----- |
| 1er   | David Martin (FRA)        | 25,50 pts | 13,4 pts   | 106,50 pts |       |
| 2e    | Ruslan Kachperko (BLR)    | 25,80 pts | 13,2 pts   | 105,7 pts  |       |
| 3e    | Alexandre Roussakov (RUS) | 24,80 pts | 14,0 pts   | 104,80 pts |       |
| 4e    | Guillaume Bourgeon (FRA)  | pts       | pts        | 104,60 pts |       |
| 5e    | Martin Kubicka (GER)      | pts       | pts        | 104,30 pts |       |
| 6e    | Alan Villafuerte (NED)    | pts       | pts        | 104,00 pts |       |
| 7e    | Markus Kubicka (GER)      | pts       | pts        | 103,70 pts |       |
| 8e    | Martin von Stedingk (SWE) | pts       | pts        | 101,80 pts |       |
| 9e    | Paull Smyth (GBR)         | pts       | pts        | 99,80 pts  |       |
| 10e   | Sergueï Iatchev (RUS)     | pts       | pts        | 81,60 pts  |       |

### Femmes

#### Trampoline individuel
| Place | Trampoliniste            | Total      |
| ----- | ------------------------ | ---------- |
| 1er   | Galina Lebedeva (BLR)    | 102,40 pts |
| 2e    | Tatiana Kovaleva (RUS)   | 100,90 pts |
| 3e    | Kirsten Lawton (GBR)     | 100,50 pts |
| 3e    | Oxana Tsygouleva (UKR)   | 100,50 pts |
| 5e    | Elena Movtchan (UKR)     | 100,30 pts |
| 6e    | Claire Wright (GBR)      | 99,90 pts  |
| 7e    | Natalia Karpenkova (BLR) | 99,80 pts  |
| 8e    | Irina Slonova (RUS)      | 98,50 pts  |
| 8e    | Magali Trouche (FRA)     | 98,50 pts  |
| 10e   | Petra Vachnikova (CZE)   | 98,00 pts  |